# ماه‌بانو
ماه بانو نام یک آلبوم موسیقی در سبک سنتی ایرانی است که در اواخر دهه ۱۳۷۰ توسط انتشارات هم آواز آهنگ منتشر شده است. در این اثر اشعار باباطاهر، عارف قزوینی، بهادر یگانه، دهقان سامانی، رهی معیری و پژمان بختیاری خوانده شده و هنرمندان صدیق تعریف به عنوان خواننده و کیوان ساکت، اردشیر کامکار و ارژنگ کامکار به عنوان نوازندگان حضور دارند. آهنگ سازان این آلبوم رضا محجوبی، ابوالحسن صبا، عارف قزوینی و مرتضی نی‌داود بوده‌اند، هم‌چنین یک تصنیف قدیمی برگرفته از روایت علی اصغر بهاری با شعری از دهقان سامانی نیز در این آلبوم اجرا شده است. این اثر به یاد چهلمین سالگرد درگذشت قمرالملوک وزیری اجرا شده و شامل تصانیف قدیمی مثل تصنیف آتش دل می‌باشد.

## شرح اثر

### هنرمندان
- آواز: صدیق تعریف
- نوازندگان: کیوان ساکت، اردشیر کامکار، ارژنگ کامکار
- آهنگ سازان: رضا محجوبی، ابوالحسن صبا، عارف قزوینی، مرتضی نی‌داود، علی اصغر بهاری
- اشعار از باباطاهر، عارف قزوینی، بهادر یگانه، دهقان سامانی، رهی معیری، پژمان بختیاری، موحد، سعدی شیرازی

### فهرست قطعات
1. تصنیف تصنیف آتشی در سینه دارم جاودانی (تصنیف آتش دل) (شعر پژمان بختیاری، اثر مرتضی نی داود)
2. ساز و آواز غم‌انگیز (شعر باباطاهر)
3. تصنیف تصنیف آتشی در سینه دارم جاودانی (شعر بهادر یگانه، اثر مرتضی نی داود)
4. تصنیف شانه بر زلف (شعر و آهنگ اثر عارف قزوینی)
5. رنگ دشتی (باکلام، اشعار از دکتر موحد و رهی معیری، آهنگ‌ها اثر رضا محجوبی و ابوالحسن صبا)
6. تصنیف قدیمی (شعر دهقان سامانی، برگرفته از روایات علی اصغر بهاری و روایات قدیمی)
7. تصنیف بس کن ای دل (شعر پژمان بختیاری، اثر مرتضی نی داود)
8. تصنیف باد خزانی (شعر و آهنگ اثر عارف قزوینی)
9. تصنیف شبی یاد داری (شعر سعدی شیرازی، اثر مرتضی نی داود)